# Kōyō Gunkan

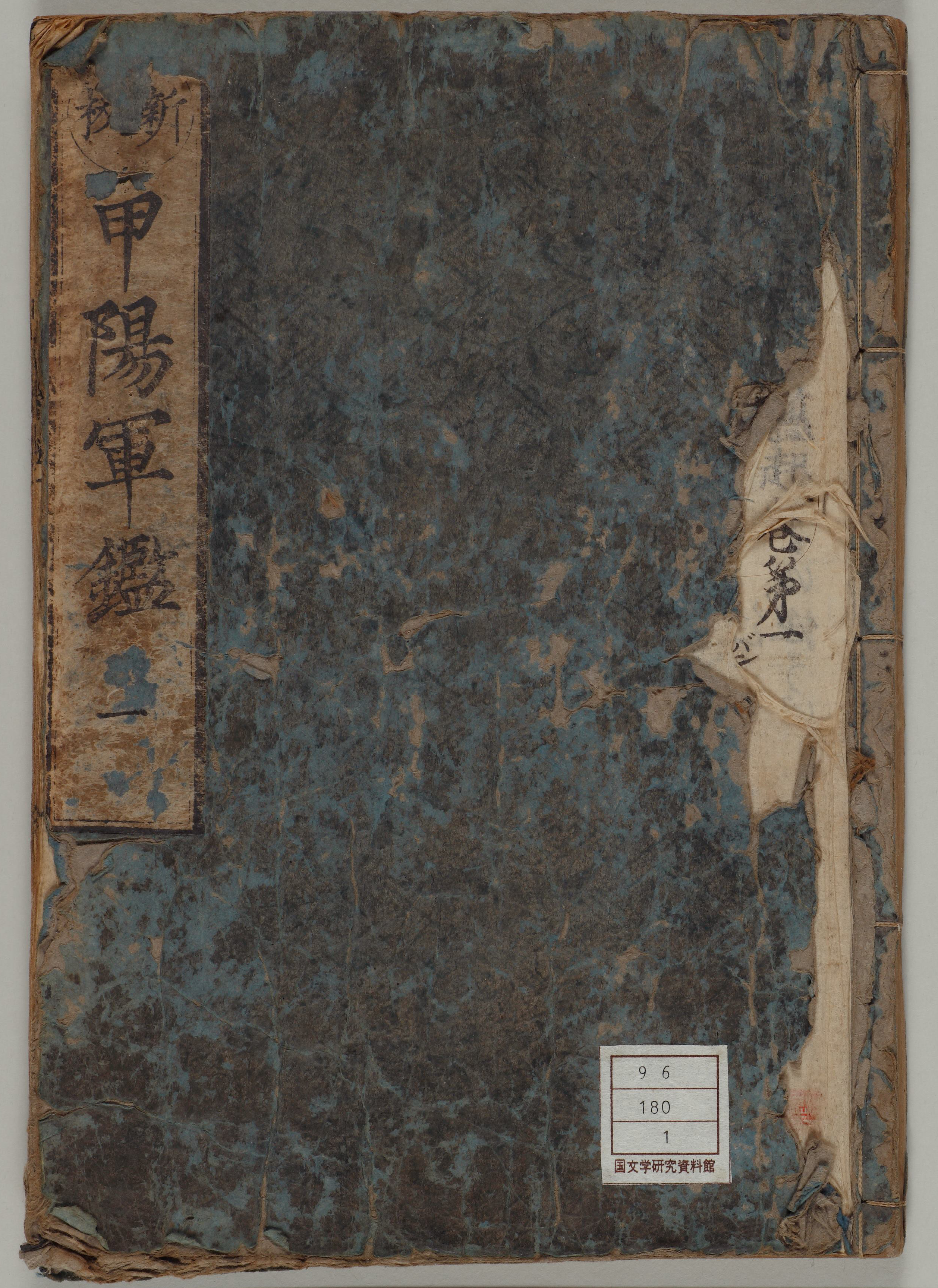
Portada del libro Koyo Gunkan

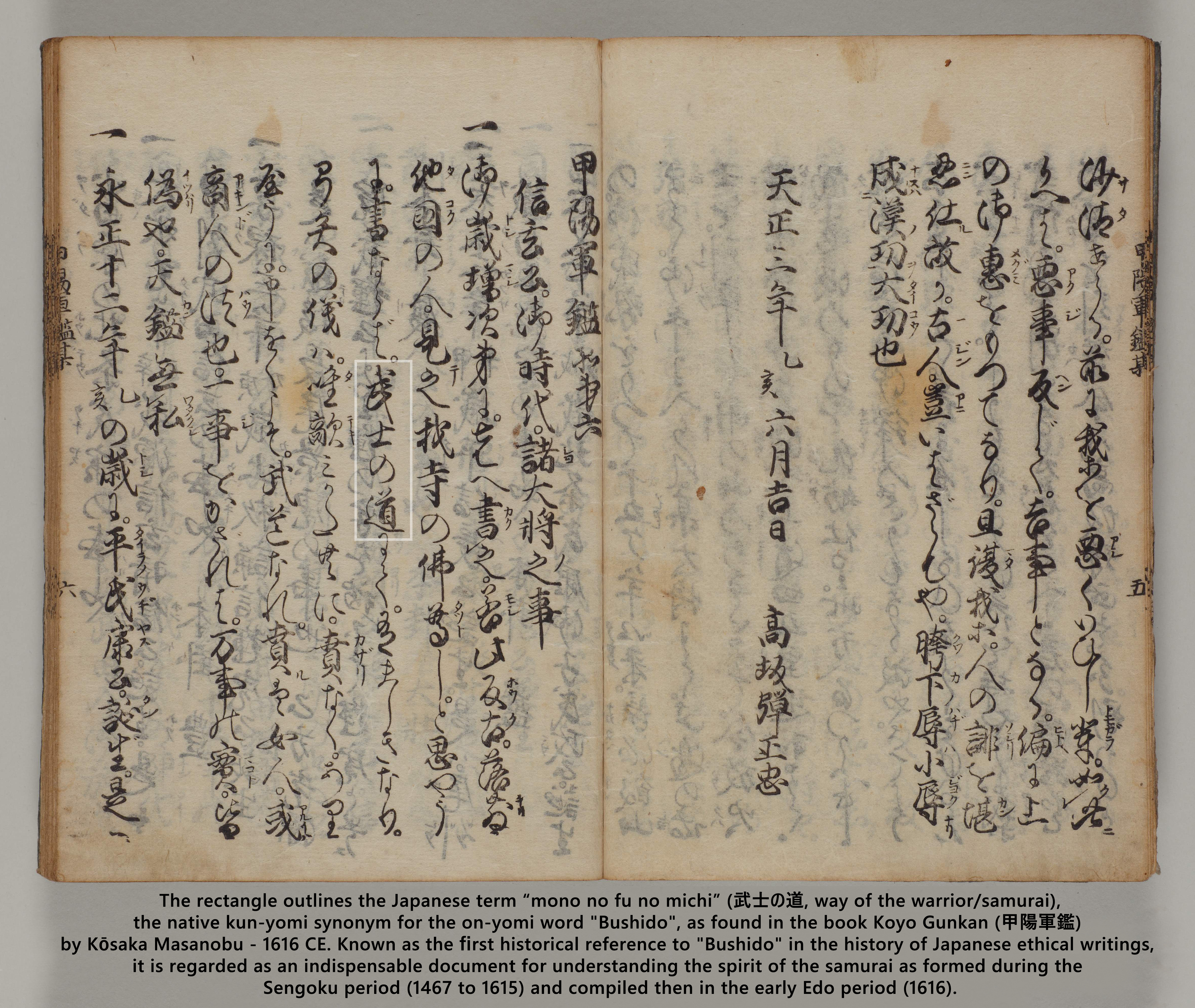
La palabra bushido en el Koyo Gunkan (1616)

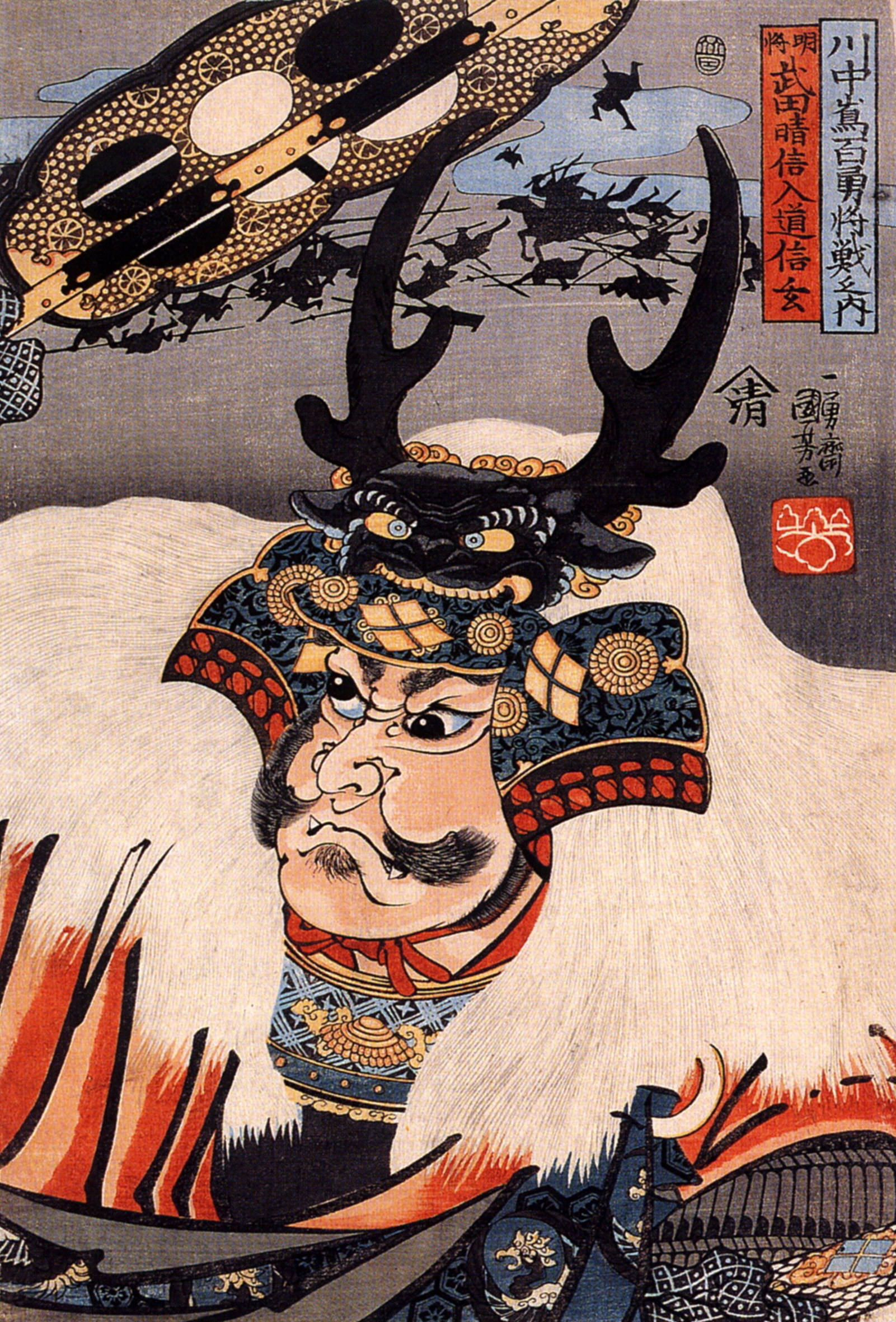
Takeda Shingen, jefe del clan Takeda del cual trata el Kōyō Gunkan, por Utagawa Kuniyoshi.

El Kōyō Gunkan (甲陽軍鑑?) es un registro de las hazañas militares del clan Takeda compilado por Kōsaka Masanobu y completado en 1616 por Obata Kagenori. La familia Obata es desciende del clan Heike, Obata Masamori fue uno de los famosos Veinticuatro Generales de Takeda Shingen para luego convertirse en Señor del castillo Kaizu de Shin Shu (provincia de Nagano).
El hijo de Masamori, Obata Kagenori (1570-1644), se convirtió en paje del Shōgun Tokugawa Hidetada y en su servicio completó la famosa "Takeda-ryu Koyo Gunkan-sho" trabajo en el que se basó la "Heihō Okigi-sho" el libro secreto de estrategia de los Takeda.
Este documento provee una de las representaciones y estadísticas más detalladas de forma en que se llevaban a cabo las guerras en Japón durante el período Sengoku de las que disponemos actualmente y narra cada una de las mayores batallas del clan Takeda , describiendo no solo estrategias y tácticas, sino también los resultados. Describe los arcabuces de mecanismo de chispa procedentes de China utilizados en la Batalla de Uedahara en 1548, el cual fue el primer campo de batalla en Japón donde se utilizaron armas de fuego. Narra también la famosa escaramuza uno contra uno que sostuvieron Takeda Shingen en contra de Uesugi Kenshin en la Cuarta Batalla de Kawanakajima de 1561, en la que Kenshin, después de haber atravesado a las fuerzas de Shingen, logró llegar hasta su tienda de comando, e intentó herirlo con su espada, la cual Shingen desvió con su abanico de guerra de hierro. Un sirviente de Shingen hirió el caballo de Kenshin obligándolo a retirarse.
Una sección es especial relata la crisis del clan Takeda en 1573 en el cual se detallan todos los elementos con que contaban desde pajes, porta-estandartes (nobori), personal de cocina, veterinarios y comisionados financieros. De acuerdo al documento, los 33.736 miembros de la armada del clan incluía 9.121 elementos de caballería, 18,242 acompañantes de caballería, 884 ashigaru integrantes del hatamoto shoyakunin (sirvientes personales del daimyō) y otros 5.489 ashigaru.
El Heihō Okigi-sho, que se incluye en estas crónicas es atribuido generalmente a Yamamoto Kansuke otro de los 24 generales de Shingen Takeda y mano derecha de este, pero es altamente factible que represente un trabajo posterior basado en los aportes de Obata y que se atribuyó en su momento a Yamamoto para conferirle mayor credibilidad, independientemente del autor es uno de los primeros tratados de artes marciales en Japón, donde además se establecen técnicas, tácticas y estrategias, provee consejos prácticos sobre cómo manejar la espada, la lanza, arco y el arcabuz con capítulos especiales dedicados a la infiltración e inclusive a las formas de maniatar a los prisioneros técnica llamada Hojōjutsu .
En algunas secciones escritas por Kosaka Masanobu expresa su particular punto de vista de códigos de conducta del guerrero en relación con la conexión entre señor y vasallo. Compara a Shingen con el maestro ideal y lo contrasta con la figura de su hijo Takeda Katsuyori, cuyo pobre liderazgo entiende llevó al clan a su caída.